# Karl Luppe

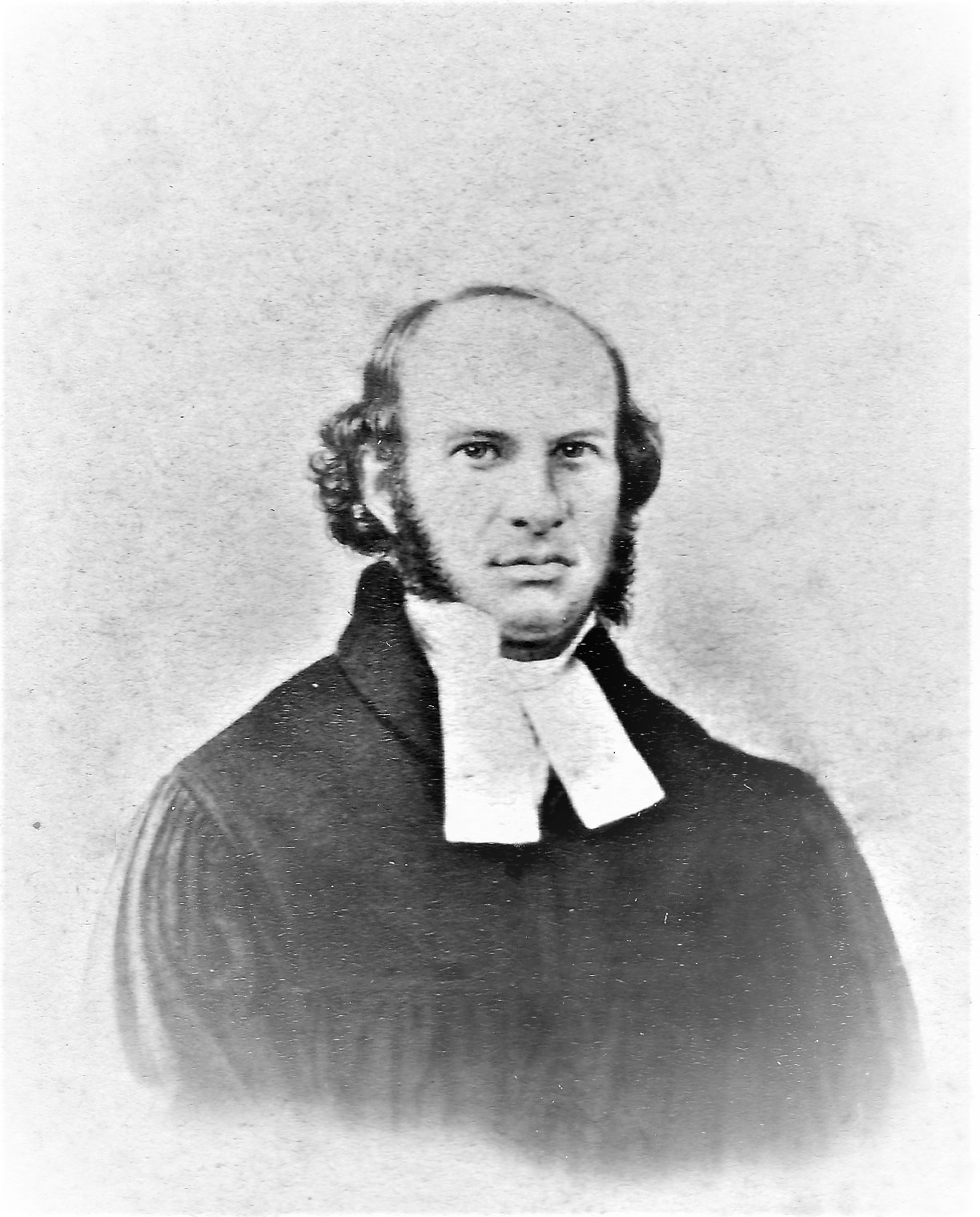
Karl Luppe

Karl Heinrich Friedrich Luppe (* 7. März 1819 in Zerbst; † 5. Mai 1867 in Walternienburg) war ein deutscher evangelischer Pfarrer und Erzieher des späteren Herzogs Friedrich I. von Anhalt.

## Leben
Karl Luppe wurde als jüngstes von vier Kindern des Zerbster Buchhändlers Johann Joachim Luppe geboren. Seine Mutter Johanna Catharina Dorothea Luppe geb. Schmidt war die Nachkommin mehrerer anhaltischer Kammerlakaien, wodurch sich bereits eine enge Bindung an die Familie von Anhalt ergab. Während sein älterer Bruder das väterliche Geschäft übernahm, studierte Karl Luppe Evangelische Theologie an der Universität Halle und wurde in seiner Kandidatenzeit zum Erzieher des lediglich zwölf Jahre jüngeren Erbprinzen Friedrich berufen. Großen Wert legte Luppe hierbei – stark von an Frömmigkeit orientierten Strömungen beeinflusst – auf gute Bibelkenntnis seines Zöglings, die er für einen künftigen Herrscher als elementar erachtete.
Nach seiner Zeit als Erzieher übernahm Luppe die Pfarrstelle Grimme, wurde jedoch 1862 der besser fundierten Pfarrstelle Walternienburg zugeteilt, deren Patron der Herzog von Anhalt war. Auch später riss die Bindung nicht ab, wovon mehrere Besuche des späteren Herzogs Friedrich in Walternienburg sowie Mitbringsel von Auslandsreisen der Herzöge zeugen. Karl Luppe starb achtundfünfzigjährig in Walternienburg an Lungenschwindsucht.

## Ehen und Nachkommen
Karl Luppe heiratete am 18. November 1851 in Dessau die Tochter des Kreisgerichtssekretärs, Erdmuthe Adelheid Wilhelmine Heydenreich (1828–1855), nach ihrem frühzeitigen Tod die Tochter des Superintendenten in Ziesar, Dorothea Marie Louise Adele Schulze (1831–1912), eine Enkelin des Oberlandesgerichtsrates Christian August Friedrich Köhler. Bei seinem Tod hinterließ er vier minderjährige Söhne.
- Johannes Luppe (1852–1883), Kaufmann; ⚭ Dorine Stursberg
- Paul Luppe (1853–1911), Obertelegraphensekretär ⚭ Marie Flottmann
- Marcus Luppe (1859–1901), Pastor in Dornburg ⚭ Gertrud Kunze
- Immanuel Luppe (1860–1891), Kaufmann